# ブヤノヴァツ
ブヤノヴァツ（セルビア語:Бујановац / Bujanovac）、あるいはブヤノツィ（アルバニア語:Bujanoci）は、セルビア、プチニャ郡の町、およびそれを中心とした基礎自治体であり、セルビア南部のプレシェヴォ渓谷に位置している。

## 市域と人口
2002年の国勢調査によると、ブヤノヴァツ自治体の人口は43,302人であった。ブヤノヴァツ自治体は461平方キロメートルの市域と、59の集落がある。

## 住民

### 自治体の民族別構成
| 民族構成 |            |        |              |        |       |       |        |  |  |  |  |  |  |
| Year     | セルビア人 | %      | アルバニア人 | %      | ロマ  | %     | 合計   |  |  |  |  |  |  |
| 1961     | 20,033     | 51.28% | 16,618       | 42.54% | 11    |       | 39,064 |  |  |  |  |  |  |
| 1971     | 18,840     | 43.29% | 21,209       | 48.73% | 2,749 | 6.32% | 43,522 |  |  |  |  |  |  |
| 1981     | 15,914     | 34.09% | 25,848       | 55.36% | 4,130 | 8.85% | 46,689 |  |  |  |  |  |  |
| 1991     | 14,660     | 29.77% | 29,588       | 60.09% | 4,408 | 8.95% | 49,238 |  |  |  |  |  |  |
| 2002     | 14,782     | 34.14% | 23,681       | 54.69% | 3,867 | 8.93% | 43,302 |  |  |  |  |  |  |
|          |            |        |              |        |       |       |        |  |  |  |  |  |  |

セルビア人が絶対多数を占める集落は、バラリェヴァツ（Baraljevac）、ボグダノヴァツ（Bogdanovac）、ボジニェヴァツ（Božinjevac）、ボロヴァツ（Borovac）、ブラトセルツェ（Bratoselce）、ブルニャレ（Brnjare）、ブシュトラニェ（Buštranje）、ヴォガンツェ（Vogance）、グラマダ（Gramada）、ドニェ・ノヴォ・セロ（Donje Novo Selo）、ヤストレバツ（Drežnica）、ジョルジェヴァツ（Đorđevac）、ジュベヴァツ（Žbevac）、ジュジェリツァ（Žuželjica）、ヤブラニツァ（Jablanica）、ヤストレバツ（Jastrebac）、カラドニク（Karadnik）、クレニケ（Klenike）、クリノヴァツ（Klinovac）、コシャルノ（Košarno）、クルシェヴィツァ（Krševica）、クシュテツィツァ（Kuštica）、レヴォソイェ（Levosoje）、ロパルディンツェ（Lopardince）、ルカルツェ（Lukarce）、リリャンツェ（Ljiljance）、プレティナ（Pretina）、ラコヴァツ（Rakovac）、ルスツェ（Rusce）、スヴェタ・ペトカ（Sveta Petka）、セブラト（Sebrat）、セヤツェ（Sejace）、スパンチェヴァツ（Spančevac）、スルプスカ・クチャ（Srpska Kuća）、ストラツ（Starac）、トレヤク（Trejak）である。
アルバニア人が絶対多数を占めるのは、
、ビリャチャ（Biljača）、ブレズニツァ（Breznica）、ヴェリキ・トルノヴァツ（Veliki Trnovac）、ヴルバン（Vrban）、ゴルニェ・ノヴォ・セロ（Gornje Novo Selo）、ドブロシン（Dobrosin）、ザルビンツェ（Zarbince）、コンチュリ（Končulj）、レトヴィツァ（Letovica）、ルチャネ（Lučane）、マリ・トルノヴァツ（Mali Trnovac）、ムホヴァツ（Muhovac）、ネゴヴァツ（Negovac）、ネサルツェ（Nesalce）、プリボヴツェ（Pribovce）、ラヴノ・ブチェ（Ravno Bučje）、サモリツァ（Samoljica）、スハルノ（Suharno）、トゥリヤ（Turija）、ウゾヴォ（Uzovo）、チャル（Čar）である。
セルビア人が比較多数となっている混住地域はブヤノヴァツ（Bujanovac）である。
アルバニア人が比較多数となっている混住地域はオスラレ（Oslare）である。

### 町の民族別構成
2002年の国勢調査では、ブヤノヴァツの町の人口は以下の通りであった。
- セルビア人 = 4,329 (36,04%)
- アルバニア人 = 3,590 (29,88%)
- ロマ = 3,859 (32,11%)

## 政治
1999年から2001年にかけて、コソボ解放軍に類似したアルバニア人のゲリラ組織であるプレシェヴォ・メドヴェジャ・ブヤノヴァツ解放軍（UÇPMB）がブヤノヴァツ、プレシェヴォおよびメドヴェジャの各自治体で活動し、プレシェヴォ渓谷危機と呼ばれた。この間に双方に死傷者が出ていたが、1999年のコソボ紛争や2001年のマケドニア紛争とは異なり国際社会から大きな関心を集めることはなかった。2001年にユーゴスラビアおよびセルビアの治安当局によって反乱が鎮圧されてからは、地域は平静を保っている。2009年、ブヤノヴァツのアルバニア語の中等学校を復興するためにセルビア政府が61.5百万ディナールを拠出することが決まった。

## スポーツ
ブヤノヴァツにはサッカー・クラブのBSKブヤノヴァツがある。

## 友好都市
リレハンメル、ノルウェー